# Zorro
Zorro (palavra do espanhol que significa "raposa") é uma personagem de ficção, criado em 1919 pelo escritor pulp norte-americano Johnston McCulley. Aparecendo em obras estabelecidas no Pueblo de Los Angeles durante a era da Califórnia espanhola (1769-1821).
Ele é tipicamente retratado como um vigilante mascarado que defende os plebeus e os povos indígenas da Califórnia contra funcionários corruptos e tiranos e outros vilões. Sua assinatura de traje todo preto inclui uma capa, um chapéu conhecido como sombrero cordobés, e uma máscara cobrindo a metade superior de seu rosto.
Nas histórias, Zorro tem uma alta recompensa em sua cabeça, mas é muito habilidoso e astuto para as autoridades desajeitadas pegarem, e ele também se deleita em publicamente humilhá-las. Zorro é um acrobata e um especialista em várias armas, mas o que ele emprega mais frequentemente é sua rapieira, que ele usa frequentemente para esculpir o "Z" inicial em seus inimigos derrotados e outros objetos. Ele também é um cavaleiro talentoso, seu fiel cavalo é um cavalo negro chamado Tornado. Zorro é a identidade secreta de Don Diego de la Vega (originalmente Don Diego Vega), um jovem que é o único filho de Don Alejandro de la Vega (originalmente Don Alejandro Vega), o mais rico proprietário de terras da Califórnia, enquanto a mãe de Diego está morta. Na maioria das versões, Diego aprendeu sua esgrima enquanto estava na universidade na Espanha, e criou seu alter ego mascarado depois que ele foi inesperadamente convocado pelo pai porque a Califórnia havia caído nas mãos de um ditador opressor. Diego é geralmente mostrado vivendo com seu pai em uma enorme fazenda, que contém uma série de passagens secretas e túneis subterrâneos, levando a uma caverna secreta que serve como sede das operações de Zorro e como esconderijo de Tornado. A fim de desviar a suspeita sobre sua identidade, Diego esconde suas habilidades de luta enquanto também finge ser um covarde e um almofadinha.
Zorro fez sua estreia em 1919 no romance The Curse of Capistrano, originalmente concebido como uma história independente. No entanto, o sucesso da adaptação cinematográfica de The Mark of Zorro (1920), estrelado por Douglas Fairbanks, convenceu McCulley a escrever mais histórias sobre o Zorro por cerca de quatro décadas: o personagem foi apresentado em cinco histórias serializadas e 57 contos, sendo que os últimos apareceram em versão impressa postumamente em 1959, o ano após sua morte. The Curse of Capistrano acabou vendendo mais de 50 milhões de cópias, tornando-se um dos livros mais vendidos de todos os tempos. Enquanto o resto das histórias de Zulro de McCulley não gozava da mesma popularidade, já que a maioria nunca foi reimpressa até o século 21, o personagem também aparece em mais de 40 filmes e em dez séries de TV, sendo a mais famosa a série Zorro produzida pela Disney entre 1957 e 1959, estrelada por Guy Williams. Outras mídias com Zorro incluem histórias de outros autores, programas de rádio, histórias em quadrinhos, produções teatrais e videogames. Zorro tem sido apresentado em mídias diversas e em diferentes caracterizações, em versões nem sempre correspondentes à original.
Zorro também pode ser considerado um representante tanto do gênero swashbuckler (conhecido como capa e espada em português), quanto do faroeste.
Sendo um dos primeiros exemplos de um vingador mascarado fictício com uma dupla identidade, Zorro inspirou a criação de vários personagens semelhantes em revistas pulp e outras mídias, e é um precursor dos super-heróis dos quadrinhos americanos, inspirando personagens como o Batman, personagem particularmente próximo do Zorro.

## Histórico

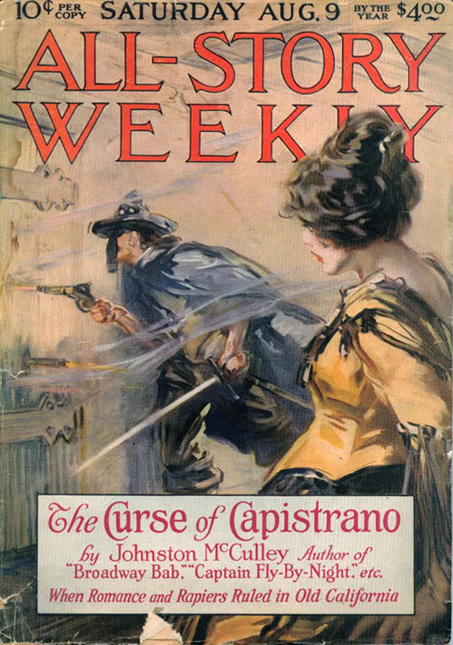
Revista All-Story Weekly, arte de P. J. Monahan

Zorro estreou em 1919 na história de "The Curse of Capistrano" (A Maldição de Capistrano) de McCulley, publicada em cinco partes na revista pulp All-Story Weekly. No desfecho, a verdadeira identidade de Zorro é revelada a todos.
Douglas Fairbanks e Mary Pickford, em sua lua de mel, selecionaram a história como a imagem inaugural para o seu novo estúdio, o United Artists, começando assim, tradição cinematográfica do personagem. A história foi adaptada como o filme The Mark of Zorro (1920), que foi um sucesso comercial.
Em resposta à demanda pública alimentada pelo filme, McCulley publicou três novelas seriadas na revista Argosy All-Story Weekly (criada com a fusão de ambas as revistas): The Further Adventures of Zorro (1922), Zorro Rides Again (1931), e The Sign of Zorro (1941), autor ignora o final do romance original, onde Zorro revela a sua identidade secreta.
Em 1924, a história de McCulley foi relançado pela editora Grosset & Dunlap sob o mesmo título, a fim de associar com o filme. No ano seguinte, Douglas Fairbanks adquire os direitos de "The Further Adventures of Zorro" para uma sequência de The Mark of Zorro, porém, resolveu contratar Jack Cunningham para adaptar um romance de 1909, Don Q.'s Love Story, escrito por Hesketh Hesketh-Prichard sua mãe, Kate O'Brien Ryall Prichard, o personagem do livro, Don Quebranta Huesos era uma espécie de Robin Hood espanhol e não tinha nenhuma relação com o Zorro.  McCulley não recebeu nenhum crédito no filme.
No início, a produção de novas histórias de Zorro prosseguiu em intervalos irregulares: o terceiro romance, Zorro Rides Again (não confundir com o seriado cinematográfico de 1937) foi publicado em 1931, nove anos após o segundo. Então, entre 1932 e 1941, McCulley escreveu quatro contos e dois romances serializados. As histórias do Zorro foram publicadas com muito mais frequência entre 1944 e 1951, período em que McCulley publicou 52 contos com o personagem para a West Magazine. Zorro Rides the Trail!, que apareceu na revista Max Brand's Western Magazine em 1954, é a última história a ser publicada durante a vida do autor e a penúltima história em geral. O último, The Mask of Zorro (não confundir com o filme de 1998), foi publicado postumamente em Short Stories for Men em 1959. Essas histórias ignoram a revelação pública de Zorro sobre sua identidade.
A Maldição de Capistrano acabou vendendo mais de 50 milhões de cópias, tornando-se um dos livros mais vendidos de todos os tempos. Na maior parte, as outras histórias de Zorro de McCulley permaneceram esquecidas e esgotadas até o século 21. Bold Venture Press coletou todas as histórias de Zorro de McCulley: Zorro: The Complete Pulp Adventures, em seis volumes.
Mais de 40 filmes intitulados Zorro foram feitos ao longo dos anos, incluindo The Mark of Zorro, o clássico de 1940 estrelado por Tyrone Power. O personagem também foi apresentado em dez séries de TV, sendo a mais famosa a série Zorro produzida pela Disney de 1957–59, estrelada por Guy Williams. Zorro aparece em várias histórias escritas por outros autores, histórias em quadrinhos, produções teatrais, videogames e outras mídias. McCulley morreu em 1958, assim como Zorro estava no auge de sua popularidade graças à série da Disney.

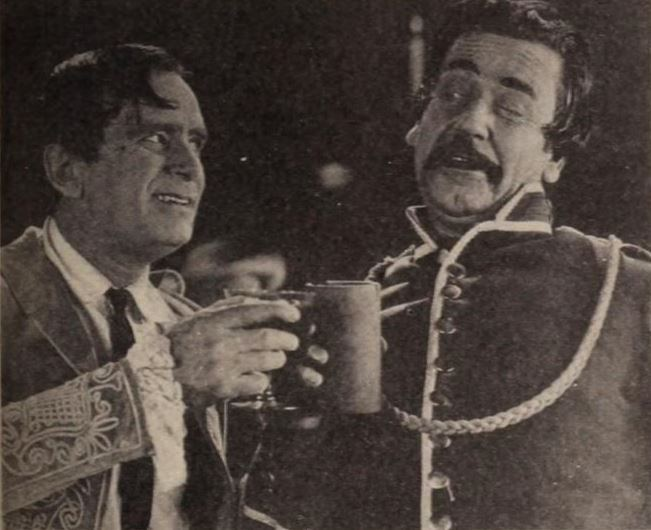
Don Diego Vega (Douglas Fairbanks) e Sargento Pedro Gonzales (Noah Beery).

Em "The Curse of Capistrano", Don Diego Vega se torna Señor Zorro no pueblo de Los Angeles, na Califórnia "para vingar os indefesos, para punir os políticos cruéis" e "para ajudar os oprimidos." Ele é o personagem-título do romance e é chamado de A Maldição de Capistrano.
A história envolve o romance com Lolita Pulido, uma nobre empobrecida. Enquanto Lolita não se impressiona com Diego, que finge ser um almofadinha sem paixão, ela é atraída para o arrojado Zorro. Seu rival é o capitão Ramon. Outros personagens incluem o Sargento Pedro Gonzales, inimigo de Zorro, mas amigo de Diego; Bernardo, o surdo e mudo servo de Zorro; seu aliado Frei Felipe; seu pai Don Alejandro Vega; e um grupo de nobres (caballeros), que a princípio caçá-lo, mas são conquistados para sua causa.
Em histórias posteriores, McCulley introduz personagens como piratas e nativos americanos, alguns dos quais conhecem a identidade de Zorro.
Em histórias posteriores de McCulley, o sobrenome de Diego tornou-se de la Vega. Na verdade, o escritor era descontroladamente inconsistente. O primeiro romance da série terminou com o vilão morto e Diego exposto publicamente como Zorro, mas na sequência o vilão estava vivo, e a próxima história, a dupla identidade ainda era um segredo.
Várias produções Zorro expandiram em façanhas do personagem. Muitas das continuações apresentam um personagem mais jovem assumindo o manto de Zorro.
Embora as histórias de McCulley fossem fixadas em Los Angeles durante a era do domínio mexicano (entre 1821 e 1846), algumas adaptações para o cinema da história de Zorro o colocam durante a época em que era colónia da coroa espanhola.

## Características e recursos

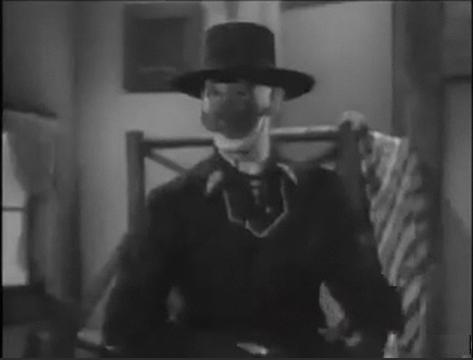
Captura de tela do trailer oficial do filme Zorro's Fighting Legion (1939)

Em "The Curse of Capistrano", Diego é descrito como "ao contrário dos outros jovens cheios de sangue dos tempos"; embora orgulhosos como condizente com a sua classe (e aparentemente indiferente sobre as classes mais baixas), ele evita ação, raramente usa sua espada, exceto para a moda, e é indiferente ao romance com mulheres. Isto é, evidentemente, um engodo. Este retrato, com pequenas variações, é seguido na maioria dos adaptações de Zorro.
Esta parte da história de fundo foi mudada no filme de 1920 The Mark of Zorro: Diego retornou recentemente da Espanha no início do filme, e Zorro depois diz a Lolita que ele aprendeu esgrima na Espanha. A sequência de 1925, Don Q, Son of Zorro, expande esse conceito dizendo que "embora a casa do De Vegas tenha estado em solo da Califórnia, o filho mais velho de cada nova geração retorna à Espanha para um período de viagem e estudo". O filme de 1940, The Mask of Zorro, mantém a ideia de Diego aprender sua esgrima na Espanha, e acrescenta a ideia de ele ser inesperadamente convocado por seu pai, Don Alejandro, quando a Califórnia caiu nas mãos de um ditador opressor. Ambas as ideias seriam então incluídas em mais recontagens da história de fundo do personagem.
Uma notável exceção a este retrato é o Zorro da Disney (1957-1959), onde Diego, apesar de usar a fachada original no início da série, em vez se torna um cruzado apaixonada e compassiva para a justiça e simplesmente se disfarça como "o espadachim mais inepto em toda a Califórnia . "Nessa série, todo mundo sabe que Diego gostaria de fazer o Zorro faz, mas acha que ele não tem a habilidade.
O Zorro do Family Channel (1990-1993) leva ainda mais este conceito. Enquanto Diego finge ser inepto com uma espada, o resto de sua fachada é realmente exagerando seus interesses reais. Diego é realmente bem versado e interessados em arte, poesia, literatura e ciência. Ele finge estar apenas interessado nessas coisas e não têm interesse em esgrima ou ação. Zorro também tem um laboratório bem equipado em sua caverna escondida nessa versão da história.
O visual do personagem é uma roupa preta, normalmente com uma capa espanhola que flui, um sombrero cordobés preto de aba larga, e um misto de capuz e máscara de pano de saco preto que cobre a parte superior da cabeça na altura dos olhos para cima. Em sua primeira aparição, ele usa uma manto em vez de uma capa, e uma máscara de pano preta cobrindo todo o rosto com fendas para os olhos. Outras características da roupa podem variar.
Sua arma predileta é a rapieira, que ele usa para deixar sua marca, muitas vezes, um "corte Z" com três golpes rápidos. Ele também usa um chicote, em sua estreia, usava uma pistola. Zorro é um atleta e acrobata, além da rapieira, usa um chicote, na maioria das versões, possui um cavalo negro, embora nunca tenha sido nomeado, em várias versões é chamado de Toronado ou Tornado e em três produções, possuiu um cavalo branco: no seriado Zorro's Fighting Legion, em alguns episódios da série de Disney (onde usa um cavalo chamado Fantasma) e no desenho japonês Kaiketsu Zorro, onde possui o cavalo Viento.
A raposa nunca é retratado como emblema do Zorro. É uma metáfora para a esperteza do personagem, tal como na letra da série da Disney:"Zorro, "A Raposa, tão astuto e livre …"
No romance Zorro: Começa a Lenda de Isabel Allende, Diego é um mestiço, filho de um aristocrata espanhol e de uma guerreira Shoshone. Assim, quando criança, Diego fica preso entre o direito divino da nobreza e os caminhos de sua mãe nativa, avó e ancestrais.
Sua postura heroica consiste dele montado em seu cavalo Toronado/Tornado com espada levantada. (O logotipo da Zorro Productions, Inc. usa uma representação dessa pose).
O conceito de um bando de homens ajudando Zorro é muitas vezes ausente das outras versões do personagem. Na versão de Douglas Fairbanks, ele também tem um bando de homens mascarados ajudando ele. Uma exceção é Zorro's Fighting Legion (1939), estrelado por Reed Hadley como Don Diego. Nas histórias de McCulley, Zorro foi auxiliado por um surdo-mudo chamado Bernardo. Na série de televisão da Disney Zorro, Bernardo não é surdo, mas finge ser, e serve como espião do Zorro. Ele é um ajudante eficaz e de valor inestimável para Zorro, às vezes usando a máscara para reforçar a farsa de seu mestre. Na série do Family Channel, Bernardo é substituído por um adolescente chamado Felipe, interpretado por Juan Diego Botto, com uma deficiência e pretensão similar. No romance de Isabel Allende, Bernardo é filho da empregada doméstica de la Vega, Ana, que forma um vínculo com Regina de la Vega, uma ex-guerreira nativa que é convertida, cristianizada e casada com Don Alejandro. Suas gestações duplas resultam em dar à luz na mesma noite. Devido a complicações desde o nascimento, Regina não pode amamentar seu filho, Diego, então Ana amamenta os dois meninos, tornando-os irmãos de leite. Os dois se mostram inseparáveis, o que ajuda Bernardo a receber mais educação formal, e acompanha Diego a Barcelona. Depois que um grupo de piratas invade a casa dos de la Vega, Bernardo testemunha o estupro e assassinato de sua mãe e um resultado deixa de falar. A avó de Diego Coruja Branca conclui que Bernardo se recusa a falar como forma de luto. Ele é mostrado falando com Tornado em uma busca espiritual e mais tarde com uma garota nativa, Raio da Noite, com quem ele se casa.

## Inspirações
O personagem pode ter sido inspirado em personagens históricos da América Latina, como Salomon Maria Pico, e Joaquín Murietta, A vida de Murietta foi tema do romance The Life and Adventures of Joaquín Murieta de John Rollin Ridge, tradicionalmente ligados a movimentos conhecidos como "banditismo social". Também é comparado com um herói fictício, Sir Percival Blakeney, o Pimpinela Escarlate da escritora britânica Emma Orczy.
Como Sir Percival em Pimpinela Escarlate, Don Diego evita levantar suspeitas, interpretando o papel de um dândi decadente que usa rendas, escreve poesia, e evita a violência.
O personagem lembra outras figuras, tais como Robin Hood e Renart, a raposa e o índio yokut Estanislao, que liderou uma revolta contra a Missão de San Jose em 1827.
O paleógrafo e professor universitário italiano Fabio Troncarelli identificou Zorro em um personagem que realmente viveu no México no século XVII, William Lamport, um aventureiro que teve comportamentos que se assemelham às do Zorro. Sua vida foi tema de um romance por Vicente Riva Palacio, Memorias de un impostor, don Guillén de Lampart, rey de México (1872).
O seriado western The Masked Rider lançado em maio de 1919, apresentava um cowboy mexicano usando máscara e roupa preta.
Em 1860 Mór Jókai publicou seu romance "Szegény Gazdagok" (Pobres ricos), onde o personagem principal é o barão húngaro Lénárd Hátszegi, que supostamente tem o alterego da "Fatia Negra" (rosto negro), um bandido que rouba a população local durante a noite, e durante o dia vive uma vida aristocrática. O personagem do romance foi inspirado na vida real húngaro Barão László Nopcsa (1794-1884), que de acordo com as lendas locais tinha um tipo semelhante de alterego.

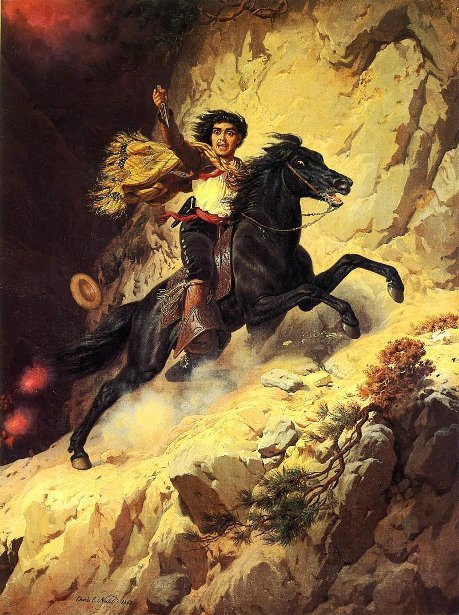
Joaquín Murietta por Charles Christian Nahl
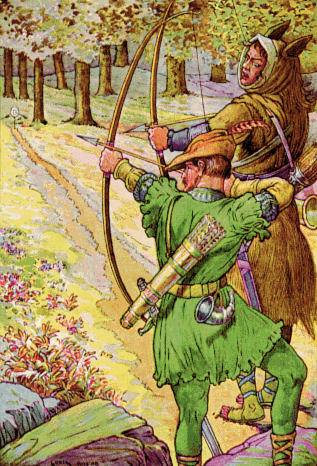
Robin Hood
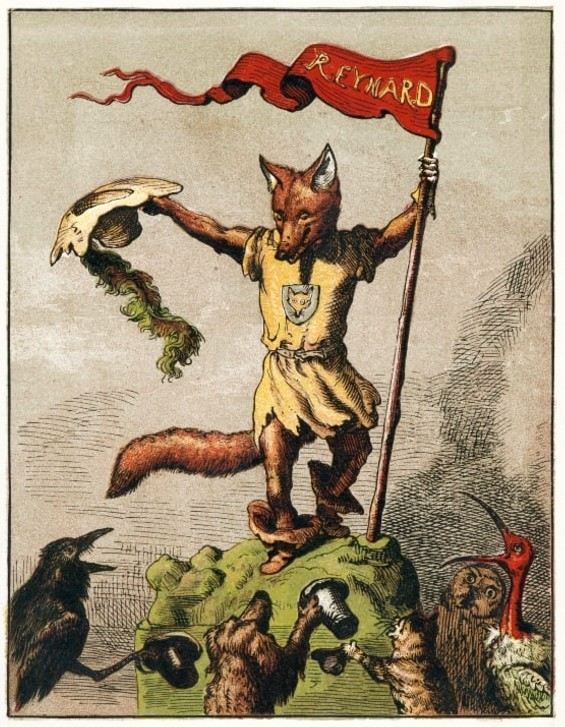
Renart, a raposa
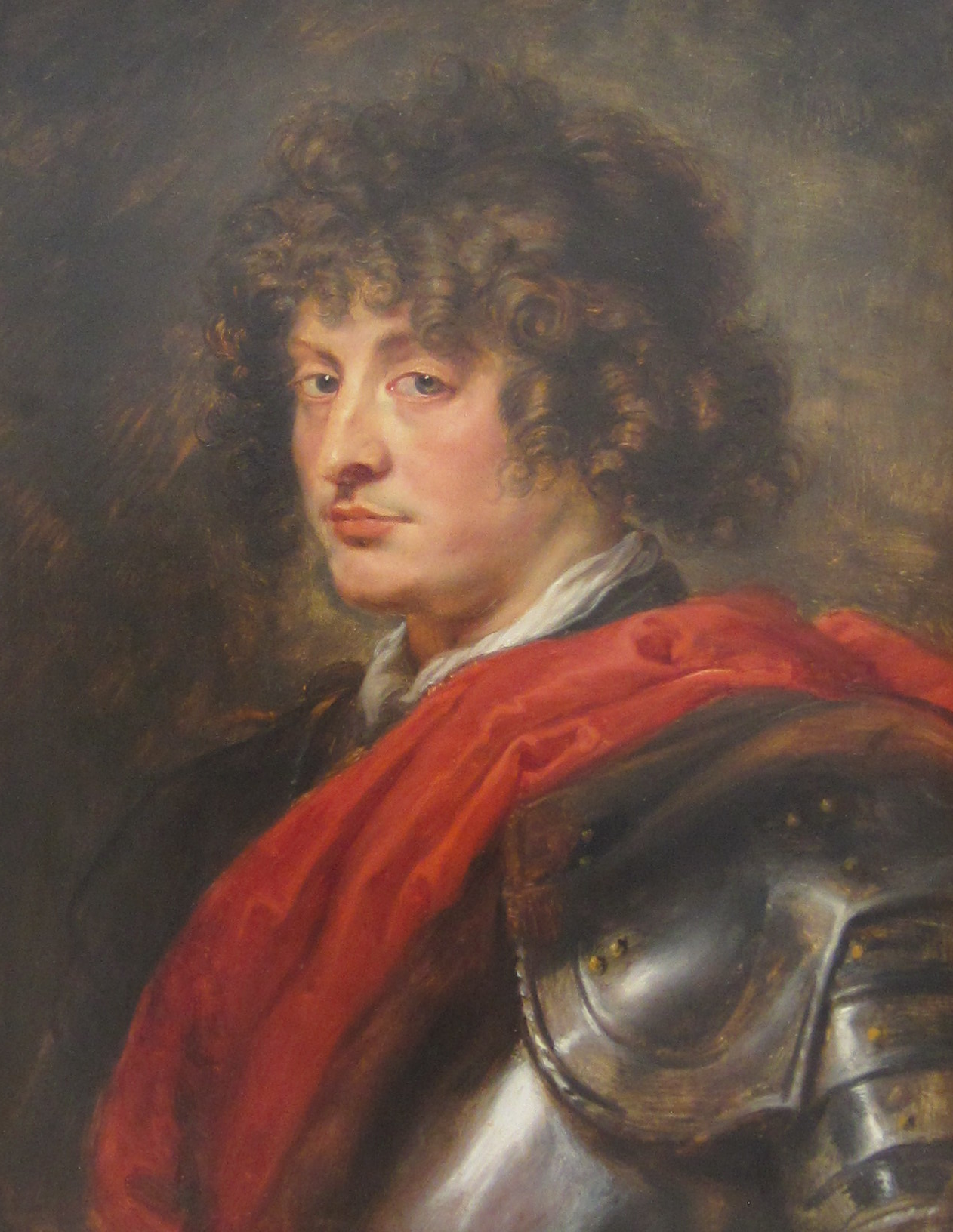
William Lamport por Peter Paul Rubens
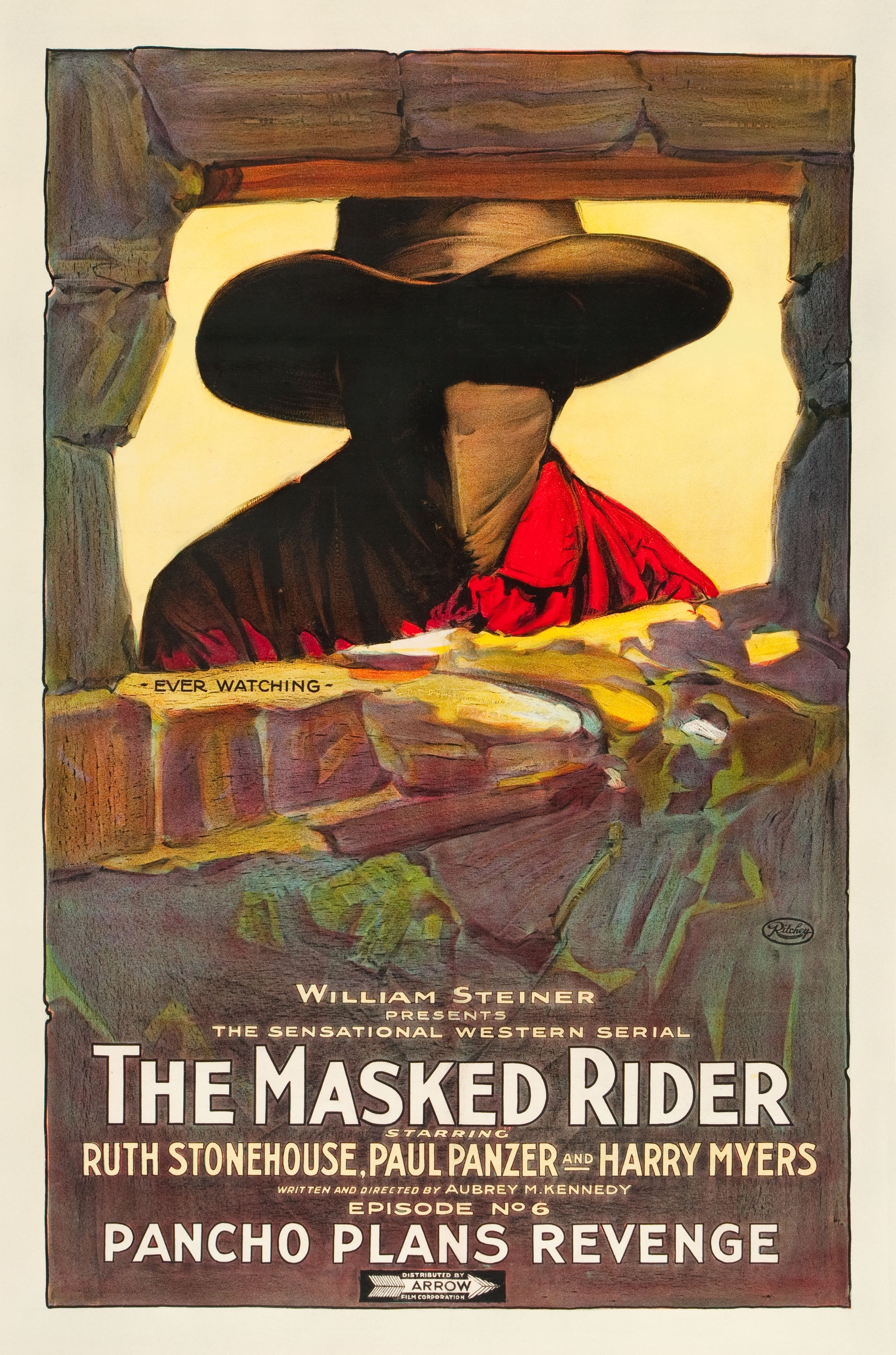
Pôster do seriado The Masked Rider,
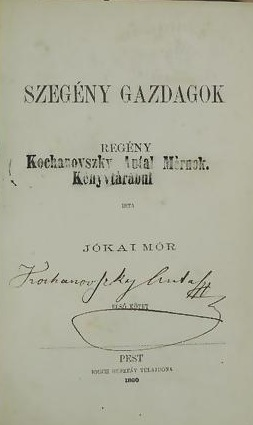
Szegény Gazdagok

## Significado político

### Rivalidade mexicano-americana
O retrato negativo dos governantes mexicanos, representados como uma casta de antagonistas do mal, particularmente despóticos contra os camponeses indígenas, desprovidos dos valores morais que a nobreza espanhola presumia através do personagem de Zorro, permitiu que os Estados Unidos legitimassem sua invasão do México, bem como sua interferência de longo prazo na política de seu antigo rival pelo controle do comércio na América.

### Romantismo colonial ambíguo
O personagem Zorro, um rico nobre espanhol que defende os pobres camponeses indígenas maltratados pelos mexicanos, faz parte do movimento artístico e arquitetônico mais amplo do Renascimento Colonial Espanhol, que valorizou a herança espanhola da Califórnia para ao mesmo tempo em que denegriu o período que se seguiu à independência do México e que antecedeu a invasão americana (1821-1848), apresentando-o como um período de decadência e desordem.

## Aparições na mídia

### Histórias por Johnston McCulley

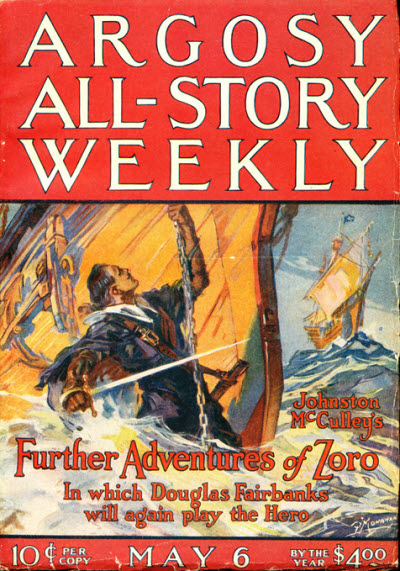
Capa da revista pulp Argosy Vol. 142 No. 4, 6 de maio de 1922

- O romance The Curse of Capistrano  (No Brasil: A Marca do Zorro, em Portugalː O Sinal do Zorro) , All-Story Weekly Vol. 100 n º 2 - vol. 101 No. 2, serializado em cinco partes, 9 de agosto de 1919 - 6 de setembro de 1919 e republicado como novela em 1924 pela Grosset & Dunlap com o título The Mark of Zorro. foi republicado pela MacDonald & Co. em 1959 e pela Tor books em 1998, ISBN 978-0-8125-4007-9.
- The Further Adventures of Zorro, Argosy Vol. 142 No. 4 – Vol. 143 No. 3, serializado em seis partes, 6 de maio de 1922 – 10 de junho de 1922
- Zorro Rides Again, Argosy Vol. 224 No. 3 – Vol. 224 No. 6, serializado em quatro partes, de 3 de outubro de 1931 a 24 de outubro de 1931
- "Zorro Saves A Friend", Argosy Vol. 234 No. 1, 12 de novembro de 1932
- "Zorro Hunts A Jackal", Argosy Vol. 237 No. 6, 22 de abril de 1933 (a.k.a. Zorro Hunts por Night)
- "Zorro Deals With Treason", Argosy Vol. 249 No. 2, 18 de agosto de 1934
- Mysterious Don Miguel, Argosy Weekly, Vol. 258 No. 5 – No. 6, serializado em duas partes, 21 de setembro de 1935 - 28 de setembro de 1935
- "Zorro Hunts por Night", Cavalier Classics Vol. I No. 2, setembro de 1940 (a.k.a. "Zorro Hunts a Jackal")
- The Sign of Zorro, Argosy Vol. 305 No. 2 – Vol. 305 No. 6, serializado em cinco partes, 25 de janeiro de 1941 - 22 de fevereiro de 1941
- "Zorro Draws a Blade", West Magazine Vol. 56 No. 2, julho de 1944
- "Zorro Upsets a Plot", West Magazine Vol. 56 No. 3, setembro de 1944
- "Zorro Strikes Again", West Magazine Vol. 57 No. 1, novembro de 1944
- "Zorro Saves a Herd", West Magazine Vol. 57 No. 2, janeiro de 1945
- "Zorro Runs the Gauntlet", West Magazine Vol. 57 No. 3, março de 1945
- "Zorro Fights a Duel", West Magazine Vol. 58 No. 1, May 1945
- "Zorro Opens a Cage", West Magazine Vol. 58 No. 2, julho de 1945
- "Zorro Prevents a War", West Magazine Vol. 58 No. 3, setembro de 1945
- "Zorro Fights a Friend", West Magazine Vol. 59 No. 1, outubro de 1945
- "Zorro's Hour of Peril", West Magazine Vol. 59 No. 2, novembro de 1945
- "Zorro Lays a Ghost", West Magazine Vol. 59 No. 3, dezembro de 1945
- "Zorro Frees Some Slaves", West Magazine Vol. 60 No. 1, janeiro de 1946
- "Zorro's Double Danger", West Magazine Vol. 60 No. 2, fevereiro de 1946
- "Zorro's Masquerade", West Magazine Vol. 60 No. 3, março de 1946
- "Zorro Stops a Panic", West Magazine Vol. 61 No. 1, abril de 1946
- "Zorro's Twin Perils", West Magazine Vol. 61 No. 2, May 1946
- "Zorro Plucks a Pigeon", West Magazine Vol. 61 No. 3, junho de 1946
- "Zorro Rides at Dawn" West Magazine Vol. 62 No. 1, julho de 1946
- "Zorro Takes the Bait", West Magazine Vol. 62 No. 2, agosto de 1946
- "Zorro Raids a Caravan", West Magazine Vol. 62 No. 3, outubro de 1946
- "Zorro's Moment of Fear", West Magazine Vol. 63 No. 3, janeiro de 1947
- "Zorro Saves His Honor", West Magazine Vol. 64 No. 1, fevereiro de 1947
- "Zorro and the Pirate", West Magazine Vol. 64 No. 2, março de 1947
- "Zorro Beats the Drum", West Magazine Vol. 64 No. 3, April 1947
- "Zorro's Strange Duel", West Magazine Vol. 65 No. 1, maio de 1947
- "A Task for Zorro", West Magazine Vol. 65 No. 2, junho de 1947
- "Zorro's Masked Menace", West Magazine Vol. 65 No. 3, julho de 1947
- "Zorro Aids an Invalid", West Magazine Vol. 66 No. 1, agosto de 1947
- "Zorro Saves an American", West Magazine Vol. 66 No. 2, setembro de 1947
- "Zorro Meets a Rogue", West Magazine Vol. 66 No. 3, outubro de 1947
- "Zorro Races with Death", West Magazine Vol. 67 No. 1, novembro de 1947
- "Zorro Fights for Peace", West Magazine Vol. 67 No. 2, dezembro de 1947
- "Zorro Starts the New Year", West Magazine Vol. 67 No. 3, janeiro de 1948
- "Zorro Serenades a Siren", West Magazine Vol. 68 No. 1, fevereiro de 1948
- "Zorro Meets a Wizard", West Magazine Vol. 68 No. 2, março de 1948
- "Zorro Fights with Fire", West Magazine Vol. 68 No. 3, abril de 1948
- "Gold for a Tyrant", West Magazine Vol. 69 No. 1, maio de 1948
- "The Hide Hunter", West Magazine Vol. 69 No. 2, julho de 1948
- "Zorro Shears Some Wolves", West Magazine Vol. 69 No. 3, setembro de 1948
- "The Face Behind the Mask", West Magazine Vol. 70 No. 1, novembro de 1948
- "Hangnoose Reward", West Magazine Vol. 70 No. 3, março de 1949
- "Zorro's Hostile Friends", West Magazine Vol. 71 No. 1, maio de 1949
- "Zorro's Hot Tortillas", West Magazine Vol. 71 No. 2, julho de 1949
- "An Ambush for Zorro", West Magazine Vol. 71 No. 3, setembro de 1949
- "Zorro Gives Evidence", West Magazine Vol. 72 No. 1, novembro de 1949
- "Rancho Marauders", West Magazine Vol. 72 No. 2, janeiro de 1950
- "Zorro's Stolen Steed" West Magazine Vol. 73 No. 3, março de 1950
- "Zorro Curbs a Riot", West Magazine Vol. 73 No. 3, setembro de 1950
- "The Three Stage Peons", West Magazine Vol. 74 No. 1, novembro de 1950
- "Zorro Nabs a Cutthroat", West Magazine Vol. 74 No. 2, janeiro de 1951
- "Zorro Gathers Taxes", West Magazine Vol. 74 No. 3, março de 1951
- "Zorro's Fight for Life", West Magazine, Vol. 74 No. 2, julho de 1951
- "Zorro Rides the Trail!", Max Brand's Western Magazine, maio de  1954
- "The Mask of Zorro", Short Stories for Men Vol. 221 No. 2, abril de 1959

- Os romances e contos de Johnston McCulley foram reimpressos pela Bold Venture Press em uma série de livros de bolso.
  - Zorro: The Complete Pulp Adventures Volume One Março de 2016 ISBN 978-1530392445
  - Zorro: The Complete Pulp Adventures Volume Two Junho de 2016 ISBN 978-1534602007
  - Zorro: The Complete Pulp Adventures Volume Three Setembro de 2016
  - Zorro: The Complete Pulp Adventures Volume Four Novembro de 2016
  - Zorro: The Complete Pulp Adventures Volume Five Janeiro de 2017
  - Zorro: The Complete Pulp Adventures Volume Six Março de 2017
- Os contos de McCulley foram republicadas pela Pulp Adventures Inc. em uma em uma série de livros de bolso..
  - Zorro The Master's Edition Volume One (1932–1944) Fevereiro de 2000 ISBN 1-891729-20-9
  - Zorro The Master's Edition Volume Two (1944–1946) Janeiro de 2002 ISBN 1-891729-21-7
  - Zorro The Master's Edition: A Task For Zorro (1947) Julho de 2002 ISBN 1-891729-31-4
- A série da Disney gerou dois livros da coleção infantil Little Golden Books da Simon and Schuster.
  - Zorro (1958)
  - Zorro And The Secret Plan (1958)

### Histórias por outros autores
- El Zorro californiano de Jorge Salgado, série literária, Editorial Mateu, Espanha.[28]
- Walt Disney's Zorro (1958) por Steve Frazee, Whitman Publishing Company romantização de alguns episódios da série de TV "Zorro" de 1957
- "Zorro Outwits Death", Walt Disney's Magazine Vol. III No. 3, abril de 1958. Vagamente baseado no episódio "Zorro's Secret Passage" da série de TV "Zorro" de 1957
- "Zorro's Merry Chase", Walt Disney's Magazine, Vol. III No. 5, agosto de 1958
- "The Fire of the Night", Walt Disney's Magazine, Vol. III No. 6, outubro de 1958 e Vol. IV No. 1, 1958
- "Zorro and the Missing Father", Walt Disney's Magazine, Vol. IV No. 3, Abril de 1959 e número 4, junho de 1959. Adaptado dos episódios "The Missing Father", "Please Believe Me" e "The Brooch" da série de TV "Zorro" de 1957
- Zorro por Olivier Séchan 1959 Hachette
- Il Ritorno di Zorro por B.F. Deakin 1968 Arnoldo Mondadori Editore, antologia de novo contos
- Zorro arrive ! por Jacques Van Hauten 1971 Hachette, romantização de alguns episódios da série de TV "Zorro" de 1957
- Le Retour de Zorro por Jean-Claude Deret 1972 Hachette, romantização de alguns episódios da série de TV "Zorro" de 1957
- Zorro et le sergent Garcia por Thérèse Bertels 1973 Hachette, romantização de alguns episódios da série de TV "Zorro" de 1957
- Zorro et le trésor du Pérou por Thérèse Bertels 1973 Hachette
- Zorro contre le gouverneur por Jean-Claude Deret 1974 Hachette, romantização de alguns episódios da série de TV "Zorro" de 1957
- L'Épée de Zorro por Jean-Claude Deret 1975 Hachette
- Zorro et l'épee du cid 1991 Hachette ISBN 9782010182556
- Zorro et la forteresse du diable por Valentin Dechemin 1991 Hachette ISBN 9782010182549, romantização de alguns episódios da série de TV "Zorro" de 1990
- Lo Spirito e la Spada por Louis A. Tartaglia 1999

- Zorro! por Sally M. Stockton 1999 Cideb, baseado na novela The Curse of Capistrano
- El Zorro por Margarita Barberá Quiles 1999 Cideb, baseado na novela The Curse of Capistrano

- La vera storia di Zorro por Isabella Parrini 2000 Alberti & C. ISBN 978-8887936056
- Zorro: l'ultima avventura ovvero la storia di Zorro, Volume 2 por Isabella Parrini 2001 Alberti & C.
- Zorro l'angelo nero della California por Irene Sartini 2007 Alberti & C ISBN 9788889664407
- Zorro l'angelo nero della California – L'avventura continua por Irene Sartini 2008 Alberti & C ISBN 9788889664575
- Zorro and the Little Devil por Peter David 2018 Bold Venture Press ISBN 978-1-7193-7410-1

- Zorro: The Daring Escapades antologia com 16 contos, editada por Audrey Parente e Daryl McCullough 2020 Bold Venture Press ISBN 979-8637608508.

Uma série de romances de bolso foi publicada pela Tom Doherty Associates, Inc. Books no final da década de 1990 e início da década de 2000
- Zorro and the Jaguar Warriors de Jerome Preisler Setembro de 1998 ISBN 978-0-8125-6767-0
- Zorro and The Dragon Riders de David Bergantino Março de 1999 ISBN 978-0-8125-6768-7
- Zorro and the Witch's Curse de John Whitman Abril de 2000 ISBN 978-0-8125-6769-4

Biografia de William Lamport, "The Irish Zorro" por Gerard Ronan foi publicada pela Brandon Books em 2004. ISBN 978-0-86322-329-7 .
- Minstrel Books publicou uma série de romances juvenis baseados no filme A Máscara do Zorro .
  - The Treasure of Don Diego de William McCay 1998 ISBN 978-0-671-51968-1
  - Skull and Crossbones de Frank Lauria 1999 ISBN 978-0-671-51970-4
  - The Secret Swordsman de William McCay 1999 ISBN 978-0-671-51969-8
  - The Lost Temple de Frank Lauria 1999
- Livros sobre a filmografia do Zorro também foram publicados:
  - The Legend of Zorro de Bill Yenne 1991 Mallard Press ISBN 978-0-7924-5547-9
  - Zorro Unmasked The Official History de Sandra Curtis 1998 Hyperion ISBN 978-0-7868-8285-4
  - Tales of Zorro antoloigia editada por Richard Dean Starr 2008 Moonstone Books ISBN 978-1-933076-31-7
- Duas romantizações dos filmes da Sony:
  - The Mask of Zorro: A Novelization por James Luceno 1998 Pocket Books ISBN 978-0671519896
  - The Legend of Zorro: A Novelization por Scott Ciencin 2005 HarperCollins ISBN 978-0060833046
- O personagem ganhou um romance histórico pela famosa escritora chilena Isabel Allende
  - Zorro de Isabel Allende 2005 HarperCollins ISBN 0-06-077897-0, publicado no Brasil como Zorro: Começa a Lenda, 2006, Grupo Editorial Record ISBN 978-85-286-1207-3
- A HarperCollins lançou um livro inspirado no sucesso do romance de Allende:
  - Young Zorro: The Iron Brand de Jan Adkins 2005 Harper Collins ISBN 978-0060839468

- Zorro l'angelo nero della California por Irene Sartini 2007 Alberti & C ISBN 9788889664407
- Zorro l'angelo nero della California – L'avventura continua por Irene Sartini 2008 Alberti & C ISBN 9788889664575
- Tales of Zorro anthology of 17 short stories written por 22 autores, editado por Richard Dean Starr 2008 Moonstone Books ISBN 978-1-933076-31-7
- Zorro and the Little Devil por Peter David 2018 Bold Venture Press ISBN 978-1-7193-7410-1
- Zorro: The Daring Escapades anthology of 16 short stories, editado por Audrey Parente e Daryl McCullough 2020 Bold Venture Press ISBN 979-8637608508.

#### Literatura de cordel
Em 1960, Manuel d'Almeida Filho publicou pela Editora Prelúdio, um romance em versos de cordel intitulado A Marca do Zorro, em 2018, a editora relançou a versão do escritor.
- A Marca do Zorro, Manuel d'Almeida Filho, 1960, Editora Prelúdio
- A Marca do Zorro, Manuel d'Almeida Filho, 2018, Luzeiro, ISBN 978-85-7410-211-5

### RPG
- The Legacy of Zorro Introductory Adventure Game (ISBN 1-890305-26-X), um adaptação para RPG escrita por Mark Arsenault para o sitema Fuzion foi publicada pela Gold Rush Games em Julho de 2001[32][33]
- Em janeiro de 2019, a Gallant Knight Games lançou um projeto de financiamento coletivo no Kickstarter de Zorro: The Roleplaying Game usando o sistema D6 System 2e da West End Games.[34]

### Filmes

#### Filmes americanos

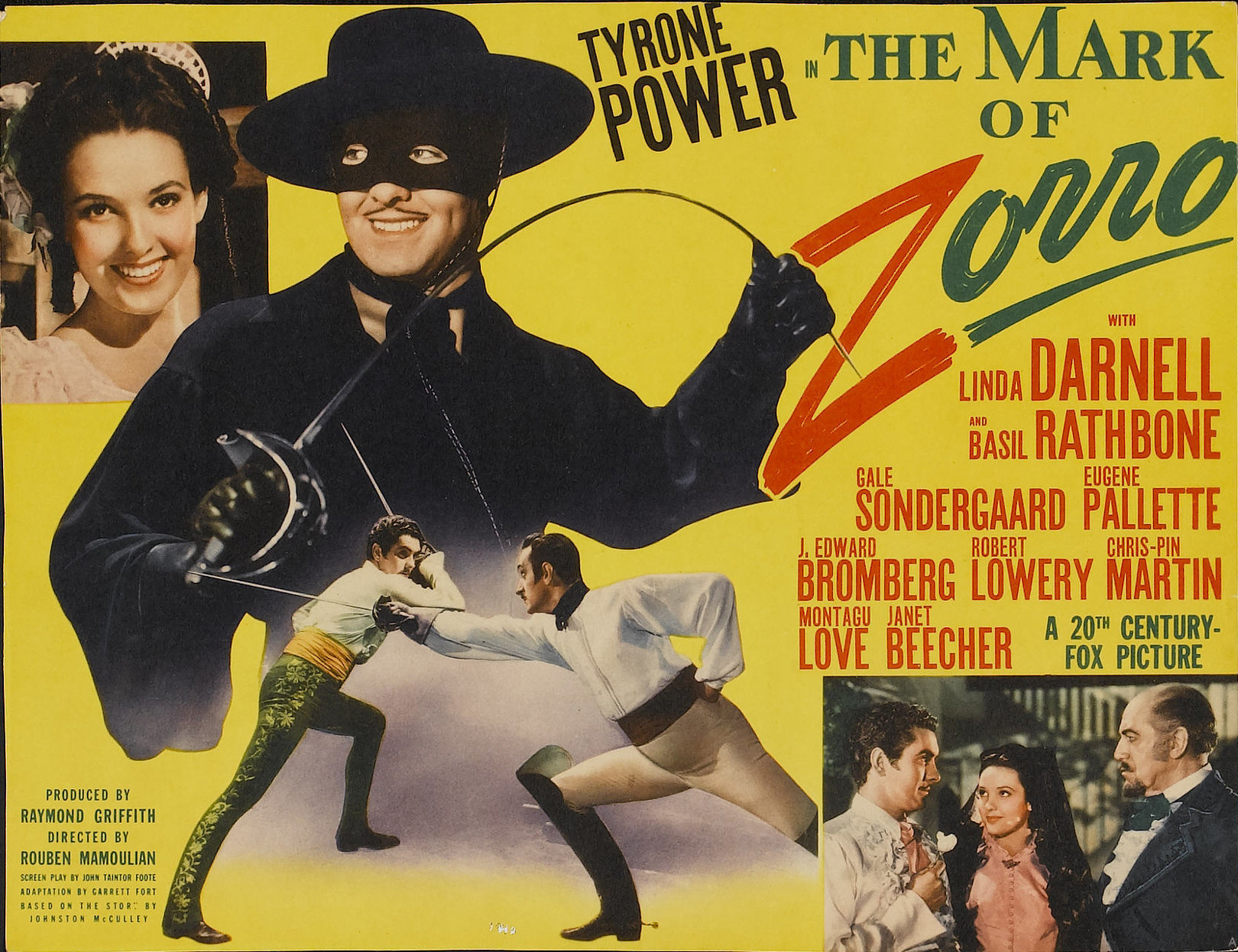
Lobpor card de The Mark of Zorro (1940).estrelado por Tyrone Power.

- The Mark of Zorro (no Brasil, “A Marca do Zorro”), de Fred Niblo, 1920, em que Douglas Fairbanks, Sr. interpretou Zorro.[35]
- Don Q, Son of Zorro (no Brasil, “O Filho do Zorro”), de Donald Crisp, 1925, Fairbanks o interpretou.[35]
- The Bold Caballero (no Brasil, “A Marca do Zorro”), de Wells Root, 1936, interpretado por Robert Livingston, auxiliado pelo dublê Yakima Canutt. Filme Natural Color em duas cores.[35]
- The Mark of Zorro (no Brasil, “A Marca do Zorro”), de Rouben Mamoulian, 1940, o Zorro foi interpretado por Tyrone Power.
- Zorro, The Gay Blade (no Brasil, “As Duas Faces de Zorro” ou “Zorro, Entre a Espada e as Plumas”), de Peter Medak, 1981, paródia interpretada por George Hamilton.
- The Mask of Zorro, de Martin Campbell, 1998, com Anthony Hopkins e Antonio Banderas como Zorro.
- The Legend of Zorro, de Martin Campbell, 2005, com Antonio Banderas como Zorro.

A Lantica e a Sobini Films estão trabalhando em um filme de Zorro chamado Z (antes chamado de Zorro: Reborn) com Gael Garcia Bernal no pape-título, ambientado no futuro, o filme terá roteiro de Glen Gers, Lee Shipman e Brian McGeevy. A Sony, responsável por The Mask of Zorro e The Legend of Zorro, também planeja outro filme com roteiro de Chris Boal baseado no romance de Isabel Allende. A empresa cogitou produzir um crossover com o personagem Django Freeman do filme Django Unchained de Quentin Tarantino, contudo, o encontro aconteceu apenas nos quadrinhos, publicado pela Vertigo (selo da DC Comics) e Dynamite Entertainment.
- The Amazing Zorro (2002) filme animado para televisão produzido pela DIC Entertainment. Ele estreou na televisão na Nickelodeon Sunday Movie Toons[42] e foi lançado em DVD e VHS pouco depois pela MGM Home Entertainment, no Brasil foi exibido pelo canal Jetix[43] e lançado pela Vídeo Brinquedo com o título O Incrível Zorro.[44]

#### Seriados cinematográficos

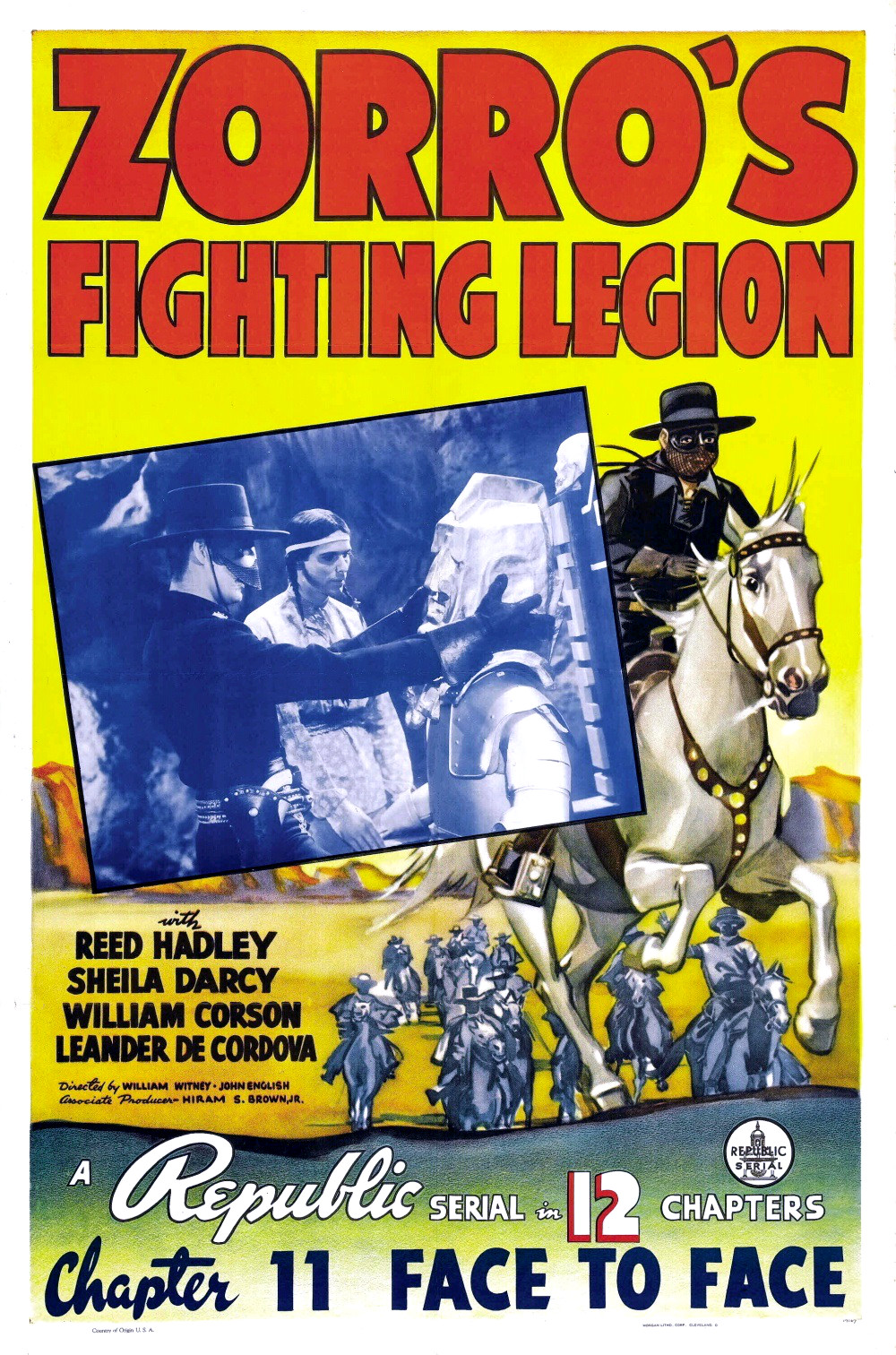
Pôster do seriado Zorro's Fighting Legion (1938).

O herói inspirou cinco seriados produzidos pela Republic Pictures, a mesma produtora do filme The Bold Caballero, são eles:
- Zorro Rides Again (no Brasil, “A Volta do Zorro”), de John English e William Witney, 1937, com John Carrol, dublado por Yakima Canutt. Versão modernizada, com carros, aviões e trens.[35]
- Zorro's Fighting Legion (no Brasil “A Legião do Zorro”), de John English e William Witney, 1939, Zorro interpretado por Reed Hadley.[35]
- Zorro's Black Whip (no Brasil, “O Chicote do Zorro”), de Spencer Bennett e Wallace Grissell, 1944, com uma espécie Zorro feminino, interpretado por Linda Stirling, em nenhum momento Zorro é mencionado no seriado, o nome usado pela heróina era “The Black Whip” (O Chicote Negro em português).[35]
- Son of Zorro (no Brasil, “O Filho do Zorro”), de Ferd Brannon, 1947, Zorro interpretado por George Turner. No lugar de espadas, usava o revólver.[35]
- Ghost of Zorro (no Brasil, “O Fantasma do Zorro”), de Fred Brannon, 1949, com Clayton Moore no papel de Zorro, empunhando o revólver no lugar de espada.[35]

### Filmes mexicanos
- El Nieto del Zorro (1948), filme de Jaime Salvador, com Adalberto Martínez
- Las hijas del Zorro (1964), filme de Federico Curiel
- La Gran Aventura Del Zorro (1974), faroeste mexicano com Rodolfo de Anda como o Zorro e Pedro Armendáriz Jr. como o vilão e ambientado na Área da baía de São Francisco.

Europeus
- À la manière de Zorro (1926) filme belga com William Elie
- Il sogno di Zorro (1952) filme italiano com Walter Chiari
- La montaña sin ley (1953) filme espanhol com José Suárez
- Zorro alla corte di Spagna / Zorro at the Spanish Court (1962) filme italiano com George Ardisson
- La venganza del Zorro / Zorro the Avenger (1962) filme espanhol com Frank Latimore
- L'ombra di Zorro / The Shadow of Zorro (1962) Itália/Espanha/França com Frank Latimore
- Le tre spade di Zorro (no Brasil, “As Três Espadas de Zorro”), filme italiano, 1963, Zorro interpretado por Guy Stockwell.
- Zorro e i tre moschettieri (no Brasil, “Zorro e os 3 mosqueteiros”), filme italiano, 1963, Zorro interpretado por Gordon Scott.
- Zorro contro Maciste (no Brasil, “Sansão e a Rainha Escrava”), filme italiano, 1963, Zorro interpretado por Pierre Brice.
- Il segno di Zorro (no Brasil, A Marca da Vingança), Itália/Espanha/França, 1963, com Sean Flynn.
- L'invincibile cavaliere mascherato (No Brasi, O Invencível Cavaleiro Mascarado), Zorro interpretado por Pierre Brice.
- Il giuramento di Zorro (no Brasil, “O Julgamento do Zorro”, filme italiano, 1965, Zorro interpretado por Tony Russel.
- El Zorro, filme italiano, 1968, George Ardisson interpreta Zorro.
- Zorro il ribelle / Zorro the Rebel (1966) filme italiano com Howard Ross
- El Zorro Cabalga Otra Vez (no Brasil e em Portugal, “O Juramento de Zorro”), filme italiano/ espanhol, 1966, Zorro interpretado por Tony Russel.
- El Zorro (1968) Itália/Espanha George Ardisson
- I nipoti di Zorro (1968) filme italiano com Dean Reed (comédia com Franco & Ciccio)
- Zorro kamcili süvari (1969) filme turco com Tamer Yiğit
- Zorro'nun intikami (1969) filme turco com Tamer Yiğit
- Zorro marchese di Navarra (1969) filme italiano com Nino Vingelli
- Zorro alla corte d'Inghilterra (1969) filme italiano com Spiros Focás
- El Zorro justiciero (1969) Itália/Espanha com Fabio Testi
- La última aventura del Zorro (1970) filme italiano/ espanhol com Carlos Quiney
- El Zorro de Monterrey (1971) filme italiano/ espanhol com Carlos Quiney
- Zorro il cavaliere della vendetta (1971) Itália/Espanha com Carlos Quiney
- The Erotic Adventures of Zorro (1972) França/Estados Unidos/Alemanha Oriental com Douglas Frey
- Les aventures galantes de Zorro (1972) França/Bélgica com Jean-Michel Dhermay
- Il figlio di Zorro (1973) filme italiano/ espanhol com Alberto Dell'Acqua
- Le meravigliose avventure di Zorro (1974) filme italiano
- Il sogno di Zorro (1975) filme italiano com Franco Franchi
- Zorro (no Brasil, “A Marca do Zorro”) de Duccio Tessari , 1975, filme italiano/ francês com Alain Delon
- La marque de Zorro (1975) filme francês com Clint Douglas
- Ah sì? E io lo dico a Zzzzorro! / Mark of Zorro (1976) filme italiano/ espanhol com George Hilton

#### Filme indiano
- Zorro (1975) com Navin Nischol

### Filme argentino
- Zorro, el sentimiento de hierro (2019) -  fan film

### Programas de televisão

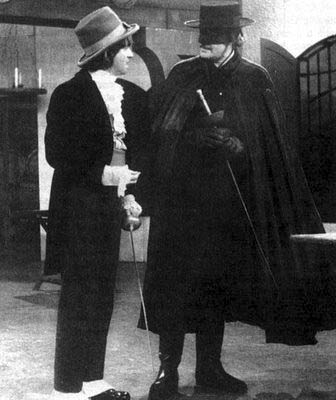
Guy Williams foi o Zorro na série da Disney de 1957 a 1959

- Zorro, produção de Walt Disney entre 1957 e 1959, em que Zorro é interpretado por Guy Williams.
- As Aventuras do Zorro (1969), produção brasileira gravada nas instalações da fábrica da Lacta, na Vila Mariana em São Paulo e exibida pela Rede Bandeirantes, estrelada por José Paulo de Andrade com a participação de Jardel Filho, Suely Franco e Elaine Cristina.[45]
- Zorro (1970), série de televisão cubana estrelada por Julito Martínez.
- The Mark of Zorro (1974), filme feito para TV, com Frank Langella.
- The New Adventures of Zorro, série animada de 1981 produzida pela Filmation, a série dividia um bloco com Tarzan e The Lone Ranger[46] (O Cavaleiro Solitário), que durante anos também foi chamado de Zorro no Brasil.[1]
- Zorro and Son, 1983
- The New Adventures of Zorro, série em 13 capítulos, 1981, o Zorro é interpretado por Henry Darrow.
- Zorro, produção da New World Television, The Family Channel e Zorro Productions entre 1990 e 1993, em que Zorro é interpretado por Duncan Regehr.
- Kaiketsu Zorro, um anime (desenho japonês) sobre o Zorro, entre 1996 e 1997.
- The New Adventures of Zorro, série animada de 1997 pela Warner Bros.
- Zorro: A Espada e a Rosa, telenovela colombiana exibida no Brasil pela Rede Record de 28 de Maio a 8 de Outubro de 2007.
- Zorro: Geração Z, (2008) série animada sobre um descendente do Zorro original, também chamado Diego De La Vega, que o combate o crime e o governo corrupto de Pueblo Grande em um cenário futurista.[47]
- Zorro, uma série de TV de 2009 da GMA Network das Filipinas. O papel principal é interpretado por Richard Gutierrez.
- Zorro: The Chronicles, série animada em CGI, produzida pela produtora francesa Cyber Group Studios, lançada em 2015.[48]
- Uma série de reboot esteve em desenvolvimento pela NBC, com Alfredo Barrios Jr. como roteirista e produtor executivo, e será produzida pelos estúdios Propagate e CBS Television Studios. A série teria um cenário mais “moderno” e seguiria Z, uma descendente feminina da linhagem Zorro, no cumprimento de seu dever de “proteger os indefesos em sua comunidade”.[49] Em 9 de dezembro de 2020, Robert Rodriguez e Sofía Vergara foram anunciados como produtors executivos.[50] Em janeiro de 2022, a série foi transferida da NBC para o canal CW, que mais tarde encomendou seis roteiros.[51][52] Porém, em maio de 2023, a CW optou por não prosseguir com a série, cancelando-a junto com vários outros programas que estavam em desenvolvimento inicial.[53]
- Zorro, uma série de TV espanhola de 2024 produzida pela Secuoya Studios para Amazon Prime na Espanha, Portugal, Andorra, América Latina e Estados Unidos. A série de dez episódios será dirigida por Javier Quintas, Jorge Saavedra e José Luis Alegría com Miguel Bernardeau no elenco principal, junto com Renata Notni. Estreou no primeiro semestre de 2024.[54]
- Em 14 de outubro de 2022, foi anunciado que uma série de televisão francesa baseada no personagem estava em desenvolvimento para a France Télévisions, estrelada por Jean Dujardin como Don Diego/Zorro.[55] Comprado pela Paramount+ em março de 2024 para França, Reino Unido, Itália, Alemanha e América Latina, Zorro estreou no serviço de streaming em 6 de setembro de 2024 antes de ser transmitido pela France Télévisions.[56]

### Áudio/ Rádio
- Walt Disney's Zorro: [1. Presenting Señor Zorro; 2. Zorro Frees The Indians; 3. Zorro And The Ghost; 4. Zorro's Daring Rescue] (1957) lançado pela Disneyland Records. Este álbum recontada histórias da série de televisão da Disney e contou com Guy Williams como Zorro/Don Diego, Henry Calvin como Sargento Garcia, Phil Ross como Monastario, Jan Arvan como Torres, Jimmie Dodd de The Mickey Mouse Club como Padre Felipe, com outras vozes por Dallas McKennon e efeitos sonoros por Jimmy Macdonald e Eddie Forrest. história adaptadas por Bob Thomas e George Sherman. Música composta e conduzida por William Lava.
- The Adventures of Zorro. (1957) Baseado na história original Johnston McCulley, The Curse of Capistrano (mais conhecido como The Mark of Zorro). Escrita por Maria Little, dirigido por Robert M. Light e produzido por Mitchell Gertz. Este programa de rádio de curta duração foi uma série de episódios curtos. Apenas um punhado de episódios são conhecidos por terem sobrevivido.
- "Zorro Rides Again"."Zorro Rides Again".. (1997) [Não disponível] Produzido pela BBC foi estrelado por Mark Arden como Zorro, Louise Lombard como Lolita e Glyn Houston como Frei Felipe. Foi ao ar em 5 partes: 1) 3 de Julho de 1997 Night of the Fox; 2) 10 de Julho de 1997 Deadly Reckonings; 3) 17 de Julho de 1997 The Avenging Blade; 4) 24 de Julho de 1997 The Place of Skulls; 5) 31 de Julho de 1997 The Gathering Storm;
- Zorro and the Pirate Raiders. (2009) Com base na adaptação de D.J. Arneson para The Further Adventures of Zorro de Johnston McCulley. Produzido por Colonial Rádio Theatre on the Air. Publicado por Brilliance Audio. Com a participação de Kevin Cirone, Shonna McEachern, Hugh Metzler, J.T. Turner, Sam Donato, Joseph Zamperelli Jr., eDan Powell.
- Zorro Rides Again. (2011) Com base na adaptação de D.J. Arneson para "Zorro Rides Again" de Johnston McCulley de Produzido por Colonial Rádio Theatre on the Air. Apresenta as vozes de Kevin Cirone, Jeremy Benson, Shonna McEachern, Shana Dirk, Sam Donato, e Hugh Metzler.
- The Mark of Zorro. (2011) A história de ação e aventura que inspirou uma lenda. Baseado na história original Johnston McCulley, The Curse of Capistrano (mais conhecido como The Mark of Zorro. Produzido pela Hollywood Theater of the Ear para Blackstone Audio. Escrito e dirigido e co-produzido pelo multi-premiado Yuri Rasovsky. Produtores executivos: John Gertz da Zorro Productions e Josh Stanton da Blackstone Audio. Produtor Associado: Daryl McCullough. Ele apresenta as vozes de Val Kilmer como Diego de la Vega / Zorro, Ruth Livier como Lolita Pulido, Elizabeth Peña como Doña Catalina Pulido, Armin Shimmerman como Landlord, Mishach Taylor como o sargento Pedro Gonzales, Keith Szarabajka como Cpt Ramone, Ned Schmidtke como Don Carlos Pulido, Scott Brick como o governador, Stefan Rudnicki como Frei Felipe, Kristoffer Tabori como Don Alejandro de la Vega, Philip Proctor como Don Audre, John Sloan como o Magistrado, e Gordo Panza em vários papéis.

### Histórias em quadrinhos
O personagem Zorro foi adaptado em quadrinhos na França em 1939 nas páginas da revista Jumbo. Seus desenhistas mais conhecidos foram André Oulié (1947-1967), Eu. Gire (1949), em periódicos infantis e formatinhos.
Nos Estados Unidos, as histórias de Zorro aparece em Four Color da Dell Comics de 1949 De 1958 a 1961, muitas histórias adaptadas da série de televisão da Disney de 1957 foram publicadas, alguns desenhada por Alex Toth e Warren Tufts.

### Teatro
Aproximadamente 65 produções teatrais separadas do Zorro foram produzidas. Estes incluíram peças de teatro tradicionais, comédias, melodramas, musicais, peças infantis, shows de acrobacias e balés. Alguns exemplos incluem:
- Ken Hill escreveu e dirigiu a produção musical de Zorro, que estreou em 14 de fevereiro de 1995, no East Stratford Theatre, em Londres. Ken Hill morreu poucos dias antes da abertura.[57]
- Álvaro Cervino produziu uma comédia musical, "Zorro El Musical" na Cidade do México, México, em julho de 1996. Os críticos o chamaram de "um espetáculo que cativa o público tanto por suas performances quanto, acima de tudo, por seus magníficos números musicais".
- Em 1996, Robert Cabell lançou Z – The Musical of Zorro, uma vez que o personagem já estaria em domínio público.[58]
- Michael Nelson escreveu uma adaptação teatral de Zorro para o Teatro Infantil de Birmingham em 1996. Beaufort County Now chamou de "uma produção divertida e rápida, perfeita para crianças de 6 anos ou mais". Abe Reybold dirigido com cenografia de Yoshi Tanokura e figurinos de Donna Meester. Jay Tumminello forneceu uma partitura original.[59]
- Theatre Under the Stars em Houston, Texas, colocou Zorro, o Musical como uma ópera em 1998. Foi escrito e dirigido por Frank Young e estrelado por Richard White como Zorro.[60]
- Em 1999, Anthony Rhine e Joseph Henson escreveram Zorro Live!, que foi apresentado no teatro Riverside Light Opera.[61]
- Em 2000, Fernando Lúpiz produziu seu primeiro espetáculo original "Zorro". Agradou tanto ao público que ele montou uma nova produção a partir de então quase anualmente até 2014. Suas produções foram realizadas com mais frequência em arenas, apresentando cavalos vivos, esgrima empolgante e canções.
- Em 2001, o Gaslight Theatre de Tucson, Arizona, reprisou sua paródia de 1994 chamada "Zerro Rides Again" ou "No Arrest for the Wicked". Foi descrito como "cheio de perucas bobas, situações ridículas, músicas que mal se encaixam e diálogos tão cheios de jogos de palavras que é difícil não amar. 'Zerro' é uma chance de rir de si mesmo. Aproveite".
- Em 2002, o dramaturgo Michael Harris escreveu The Legend of Zorro, que foi apresentado em muitas escolas secundárias.
- Em 2002, Luis Alvarez produziu El Zorro El Spectaculo no Teatro Calderón em Madrid, Espanha. Os críticos elogiaram dizendo: "Manuel Bandera faz o Zorro ideal. Esperamos que ele tenha a resistência necessária para suportar o longo prazo que esta peça merece". A versão de balé moderno de Zorro de Michael Smuin estreou no Yerba Buena Center for the Arts em San Francisco em 2003. O compositor Charles Fox forneceu a partitura e Matthew Robbins escreveu o libreto. Ann Beck foi figurinista e Douglas W. Schmidt foi cenógrafo. O próprio Smuin coreografou.[62]
- Zorro in Hell, do Culture Clash, estreou em 2005 no teatro Berkeley Repertory, depois em 2006 no La Jolla Playhouse e no Montelban Theatre em Los Angeles. Zorro In Hell foi escrito e interpretado por Richard Montoya, Ric Salinas e Herbert Siguenza. Culture Clash usou a lenda do Zorro como uma lente para examinar as questões culturais, econômicas e históricas da Califórnia. O LA Times o chamou de "uma versão bicultural maluca da história da Califórnia."
- O premiado dramaturgo Bernardo Solano escreveu uma adaptação moderna de Zorro para TheatreWorks na Universidade do Colorado em 2007. Robert Castro dirigiu e Justin Huen estrelou como Zorro. O post de Denver chamou a produção de "uma nova visão" e "uma fórmula que outras empresas deveriam imitar."[63]
- In Uppsala, Sweden, Erik Norberg wrote a Zorro stage adaptation for the Stadsteatern Theatre directed por Alexander Oberg and starring Danilo Bejarano as Zorro. The production opened in 2008.[64]
- Um musical intitulado Zorro estreou no West End de Londres em 2008. Foi escrito por Helen Edmundson e Stephen Clark, com música dos Gipsy Kings e John Cameron, e dirigido por Christopher Renshaw. Foi nomeado para 5 Oliviers, incluindo Melhor Musical.[65] Desde então, apreciou produções profissionais em Tóquio, Paris, Amsterdã, Moscou, Praga, Varsóvia, Tel Aviv, Seul, Xangai, São Paulo e outros lugares. A produção de estréia nos EUA ocorreu em 2012 no Hale Center Theatre em Salt Lake City, Utah, com uma produção adicional no Alliance Theatre em Atlanta, Geórgia, onde ganhou cinco prêmios, incluindo Melhor Musical.
- A trupe de teatro infantil escocesa Visible Fictions fez uma turnê de produção de The Mask of Zorro em 2009. Davey Anderson escreveu o roteiro e Douglas Irvine dirigiu. Robin Peoples desenhou os cenários, que o The New York Times chamou de "um triunfo"."[66]
- Lifehouse Theater, uma empresa sediada em Redlands, CA, colocou 'Zorro, escrito e trilhado por Wayne Scott. Zorro abriu em 2009.[67]
- Em 2012, Janet Allard e Eleanor Holdridge produziram e dirigiram Zorro no Constellation Theatre em Washington, DC. Holdridge dirigiu e Danny Gavigan interpretou Zorro. O Washington Post disse sobre a produção: "A Constellation aumenta seu impulso clássico de maneira pensativa com 'Zorro', que continua os esforços louváveis da empresa em oferecer um teatro intimista com altos padrões de design."[68]
- Em 2012, Medina Produzioni, com sede em Roma, Itália, produziu seu musical, "W Zorro il Musical - liberalmente inspirado alla storia di William Lamport" em vários teatros em toda a Itália.
- A trupe de balé do Oregon Ballet Fantastique produziu Zorro: The Ballet como uma abertura para sua temporada de 2013. Eugene Weekly chamou o balé de "apimentado, fresco e fantástico."[69]
- Elenco Produções produziu seu musical, "Zorro", no Porto, Portugal em 2013.

Montagens brasileiras
No ano de 2009 inicia-se a produção brasileira do espetáculo inspirado no romance Isabel Allende. A fase de inscrições e seleção de atores durou alguns meses e, em fevereiro de 2010 iniciam-se os ensaios do espetáculo. A produção foi estrelada por Murilo Rosa com Don Diego/Zorro e Camila Camargo como Luiza.
Também em 2010, é lançada uma nova adaptação para os teatros brasileiros: A Marca do Zorro, produzida por por Pedro Vasconcelos e Marcelo Faria, a peça é estrelada por Thierry Figueira como Zorro/Don Diego, Priscila Fantin como Esperança Pulido, Camila Camargo como Luísa e Tadeu Mello como Sargento Garcia Pedro Vasconcelos, Marcelo Faria e Thierry Figueira já haviam participado de outra montagem de capa e espada em 1998, D'Artagnan e Os Três Mosqueteiros de Alexandre Dumas, produzida por Pedro Vasconcelos e Marcelo Faria, a peça foi estrelada por Pedro Vasconcelos como Porthos, Marcelo Faria como Athos, Rodrigo Santoro como D'Artagnan, Thierry Figueira como Aramis e Luana Piovani como Milady, no ano seguinte, a dupla negociou uma série de TV Rede Globo, porém, o projeto foi cancelado e apenas quatro episódios foram produzidos e juntados como um especial exibido em 25 de Dezembro daquela ano, o elenco sofreu algumas mudanças, Claudio Heinrich substituiu Marcelo Faria como Athos, coube a Faria o papel de D'Artagnan no lugar de Rodrigo Santoro e Bianca Byington, que substituiu Luana Piovani como Milady. Em 2019, surge uma nova peça: Zorro, Nasce Uma Lenda, protagonizada por Bruno Fagundes, com participação de Marcos Mion, Letícia Spiller e Nicole Rosemberg
Argentina
- Zorro, El Tesoro de la Montaña Azul

Em 2013, foi encenada a peça Zorro , El Tesoro de la Montaña Azul, estrelada por Fernando Lupiz como Don/Diego/Zorro (que fez amizade com Guy Williams, o Zorro da série da Disney), Betina Capetillo, como Magdalena e Juan Gabajda como Capitão Monasterio, a peça teve roteiro de Alexander Farrell e Fernando Lupiz, com música original de Oscar Mediavilla e Daniel Vila, cenário Daniel Feijoo, figurino Paul Battaglia e Roberto Piazza e direção de Roberto Antier.

## Direitos autorais e marcas registradas contestadas

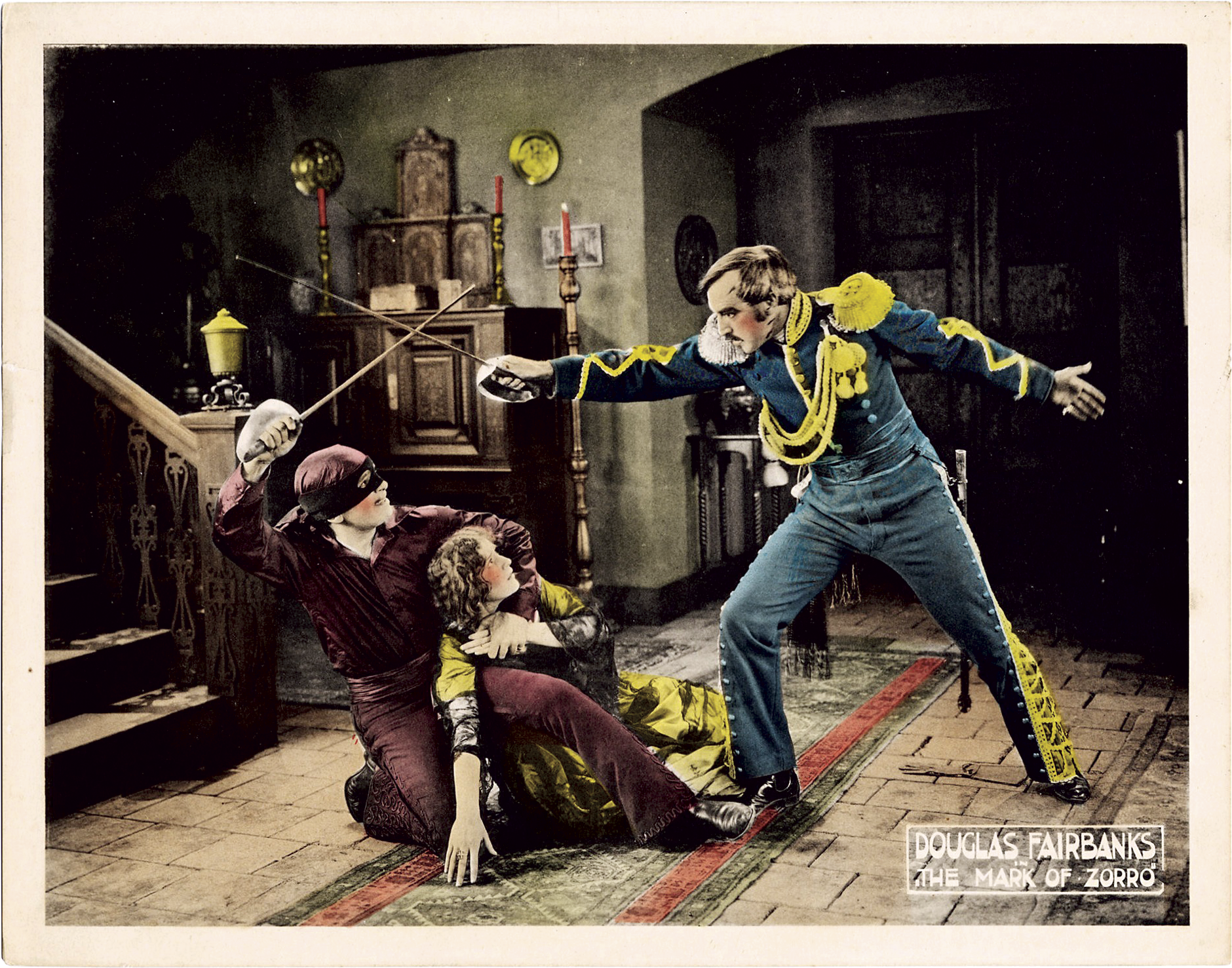
O filme The Mark of Zorro estrelado por Douglas Fairbanks encontra-se em domínio público

Os direitos autorais e marca registrada do personagem e histórias do Zorro são contestados. A maioria das obras da franquia Zorro ainda estão protegidos por direitos autorais, mas há pelo menos três exceções: o romance The Curse of Capistrano, o filme 1920, The Mark of Zorro e o romance de 1922, The Further Adventures of Zorro estão em domínio público nos Estados Unidos por terem sido lançados antes de 1923.
Uma empresa chamada Zorro Productions, Inc., afirma que "controla as marcas em todo o mundo e direitos autorais do nome, imagem visual e o personagem do Zorro". Afirma, ainda, que "O uso não autorizado, sem licença do nome, personagem e / ou semelhança de" Zorro "é uma violação e uma violação das leis estaduais e federais." Afirma, ainda, que "O uso não autorizado, sem licença do nome, personagem e/ou qualquer semelhança de" Zorro "é uma violação de leis estaduais e federais."

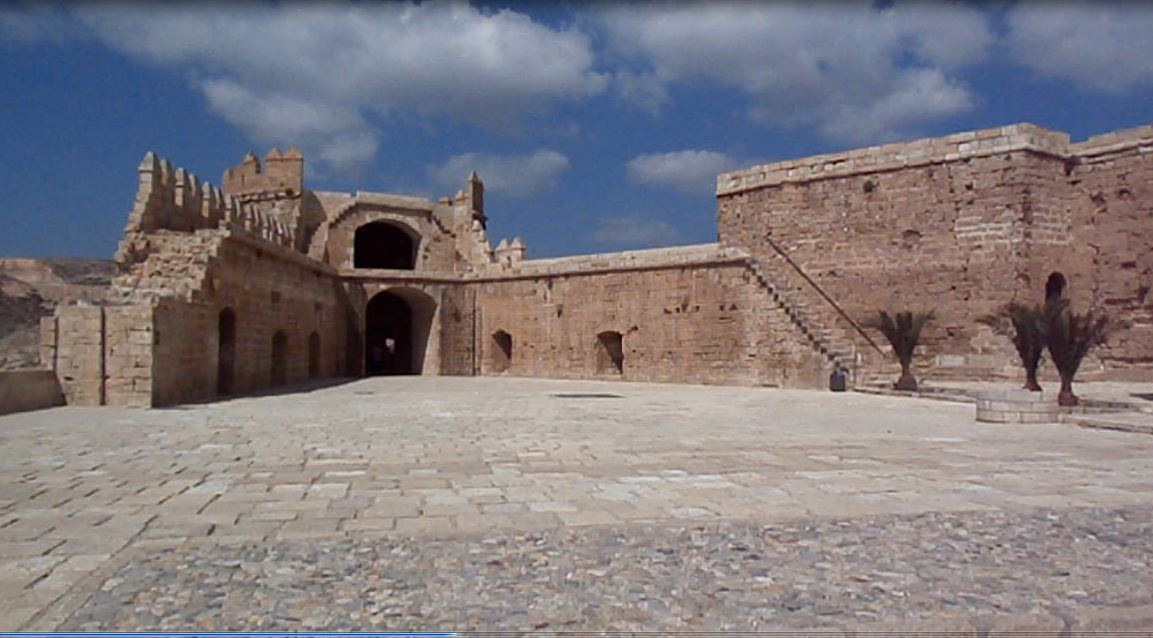
Cenário da série Queen of Swords

Em 1999, a TriStar Pictures Inc. processou a Del Taco, Inc., devido a uma campanha de publicidade de um restaurante fast-food que supostamente violou os direitos da Zorro Productions. No final de agosto de 1999, o tribunal decidiu que isso não invalidaria as marcas Zorro Production', como resultado dos argumentos do réu de que certos direitos autorais de Zorro estão em domínio público ou de propriedade de terceiros.
Em 2001, ocorreu outro processo na justiça, Sony Pictures Entertainment v. Fireworks Ent. Group. Em 24 de janeiro de 2001, a Sony Pictures, TriStar Pictures e a Zorro Productions, Inc. processaram Fireworks Ent. Group., Paramount Pictures, e a Mercury Entertainment, alegando que a série de televisão Queen of Swords infringia os direitos autorais e as marcas registradas de Zorro e personagens associados. A Sony e TriStar haviam pago as taxas de licenciamento da Zorro Productions, Inc., relacionadas com o filme de 1998, The Mask of Zorro. Queen of Swords foi uma série de televisão de 2000 a 2001 definida na Califórnia espanhola no início do século XIX e com uma heroína que usava um traje preto com uma faixa vermelha e que era bem parecida com a personagem de Zorro, incluindo as habilidades com espada, o uso de um chicote, boleadeiras e equitação.
Zorro Productions, Inc., argumentou que possuía os direitos sobre o personagem original, porque Johnston McCulley cedeu os direitos Zorro a Mitchell Gertz em 1949, Gertz morreu em 1961, e sua propriedade transferida para os seus filhos, que criaram Zorro Productions, Inc. A Fireworks Ent. Group.argumentou que os direitos originais já haviam sido transferido para Douglas Fairbanks, Sr. em 1920 e forneceu documentos que comprovavam legalmente em 1929, e também questionou se direitos autorais ainda eram válidos.
O tribunal decidiu que "uma vez que os direitos autorais de The Curse of Capistrano e The Mark of Zorro caducaram em 1995 ou antes, desde essa data, o personagem Zorro se tornou de domínio público". O Juiz Collins também afirmou que: "O argumento dos querelantes que eles têm uma marca de Zorro porque licenciam outros a usarem o Zorro, no entanto, é ilusória. Ela pressupõe que a Zorro Productions, Inc. teria o direito de exigir licenças para usar Zorro em tudo."
Em 2005, a produtora Sobini entrou com uma ação na justiça contra a Sony para conseguir produzir uma versão futurista do herói, intitulada "Zorro 2110", a produtora afirmou ter comprada os direitos de The Curse of Capistrano em 2000, além disso, além disso, suas características já estariam em domínio público. Em 2012, o projeto recebeu um novo nome, Zorro Reborn, de acordo com a produtora, a 20th Century Fox participaria da produção, que seria estrelada por Gael Garcia Bernal. Em 2016, o nome foi alterado para Z.
Em outra ação judicial ocorreu em 2010, a Zorro Productions, Inc., processou a Mars, Incorporated, fabricante dos doces de chocolate M&M's, e agência de publicidade BBDO Worldwide por anúncio de um M&M vestido com a roupa do Zorro. O caso foi resolvido em 13 de agosto de 2010 com o seguinte parecer "cada uma das partes suportará as suas próprias despesas relacionadas com esta ação, incluindo honorários e custos com advogados".
Em março de 2013, Robert W. Cabell, autor de Z – the Musical of Zorro  (1998), entrou com outra ação contra a Zorro Productions, Inc. A ação afirmou que o personagem Zorro é de domínio público e que os registros de marca comercial da Zorro Productions , Inc., são, portanto, fraudulentos. Em outubro de 2014, o processo de Cabell foi julgado improcedente, com o juiz determinando que o estado de Washington (onde o caso foi arquivado) não tinha jurisdição sobre o assunto. o entanto, o juiz posteriormente revogou sua decisão e transferiu o caso para a Califórnia. Em maio de 2017, o juiz distrital dos EUA Davila concedeu à Zorro Productions, Inc. a moção de rejeitar a alegação de Cabell de cancelar seus registros de marcas federais. Cabell não recorreu.
Em junho de 2015, a disputa legal de Robert W. Cabell com a Zorro Productions, Inc. fez com que a marca "Zorro" fosse declarada inválida pelo Instituto de Harmonização da União Europeia no mercado interno para produtos das classes 16 e 41. Seguindo a decisão 'Winnetou' da Primeira Câmara de Recurso do Instituto, na qual a Câmara de Recurso decidiu que nomes de personagens famosos não pode ser protegido como marca registrada nessas classes. A Zorro Productions recorreu da decisão e, em 19 de dezembro de 2017, a Quarta Câmara de Recurso do EUIPO anulou a decisão do tribunal de primeira instância, declarando válidas as marcas contestadas e exigindo que a Cabell pagasse os custos da ação legal, do recurso e da Zorro Productions, honorários e custos legais. Zorro Productions, Inc. possui aproximadamente 1300 outras marcas comerciais relacionadas ao Zorro em todo o mundo. Em maio de 2018, o juiz Edward Davila deu procedimento a uma reclamação de Cabell para saber a Zorro Productions violou direitos autorais de seu musical.

## Legado

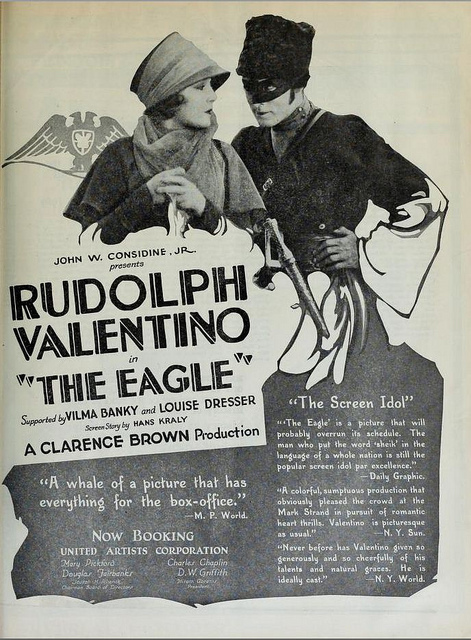
Anúncio do filme The Eagle (1925)

Em 1936, o seriado The Vigilantes Are Coming da  Republic Pictures, apresenta um vigilante mascarado com um traje semelhante ao Zorro, que levou vários países a chamar o seriado de Zorro: na França virou Zorro l'indomptable, na Alemanha virou Zorro - Der blutrote Adler, na Dinamarca virou Zorro - den blodrøde ørn e na Finlândia virou Zorro - veripunainen kotka. O personagem principal foi interpretado por Robert Livingston, que então interpretaria o verdadeiro Zorro no filme The Bold Caballero, também lançado em 1936. O seriado por sua vez, teria sido inspirado em The Eagle, filme de 1925 estrelado por Rodolfo Valentino. The Eagle é uma adaptação do romance inacabado Dubrovsky (1841) do escritor russo Alexander Pushkin, onde o cossaco Vladimir Dubrovsky, interpretado por Valentino, assume a identidade de Black Eagle, algo que não existe no romance, sendo inspirado pelo próprio Zorro.
Masked Rider, o mascote principal da Universidade de Tecnologia do Texas, é semelhante ao Zorro. Originalmente chamado de "Ghost Rider", era um mascote não oficial aparecendo em alguns jogos em 1936 e depois se tornou o mascote oficial do Gator Bowl de 1954.
Bob Kane credita Zorro, como parte da inspiração para criar o Batman. Tal como Zorro, Bruce Wayne é o herdeiro da riqueza construída por seus pais. Sua identidade cotidiana incentiva os outros a pensar nele como superficial, tolo e indiferente para ficar acima de qualquer suspeita. Em The Dark Knight Returns e The Dark Knight Strikes Again de Frank Miller, há várias referências ao Zorro, como o Batman escrevendo um Z em um inimigo derrotado. Nas narrativas posteriores da origem do Batman, os pais de Bruce Wayne são assassinados por um assaltante quando a família deixa uma exibição do filme The Mark of Zorro (1940), estrelado por Tyrone Power.
Em 1951, a Republic Pictures, lança o seriado Don Daredevil Rides Again, estrelado por Ken Curtis como Lee Hadley, o Don Daredevil do título, um pastiche de Zorro, o estúdio até chega a usar cenas do seriado Zorro's Black Whip, em 1954, é lança o último pastiche, Man with the Steel Whip, estrelado por Richard Simmons como Jerry Randall/El Latigo, o seriado também reutilizou cenas de Zorro's Black Whip e outros seriados: "The Painted Stallion" e "Daredevils of the West".
Na Espanha, o escritor José Mallorquí criou a série literária El Coyote em 1943, o personagem estrelou filmes, histórias em quadrinhos e programas de rádio.
No Brasil, o personagem inspirou as séries de rádio Cavaleiro da Noite, estrelada por Roberto Faissal e Juvêncio, o justiceiro do sertão, a série de televisão O Falcão Negro da TV Tupi e o filme Gaúcho Negro (1991).
Plic, Ploc & Chuvisco (Pixie and Dixie and Mr. Jinks no original), série animada da Hanna-Barbera, apresentava um personagem com capa e espada e uma máscara parecida com a de Zorro e era como "Mark of the Mouse". Em outra série do estúdio, Pepe  Legal (Quick Draw McGraw no original), o personagem principal se torna um herói mascarado do Oeste: El Kabong.
Na série animada Liga da Justiça (2001-2004), um personagem da DC Comics, El Diablo, tem uma notável semelhança com Zorro, em que ele usa o mesmo estilo chapéu, máscara, faixa e capa. A principal diferença é que sua arma primária é um chicote. A versão Lazarus Lane de El Diablo aparece em Liga da Justiça sem Limites  (2004-2006), com voz de Nestor Carbonell. Enquanto projetado após sua aparência nos quadrinhos, elementos da aparência do Zorro foram adicionados. Visto no episódio "Uma Vez e Coisa do Futuro" (2005), ele aparece ao lado de Pow Wow Smith, Bat Lash e Jonah Hex.
Em 2015, a M7 Con Western Convention, realizado no Centro de Convenções de Los Angeles, apresentou um segmento sobre a história do Zorro no cinema e na televisão. A apresentação concentrou-se nos grandes atores do Zorro, incluindo Douglas Fairbanks, Tyrone Power, Guy Williams e Duncan Regehr. O maestro Ramon Martinez e o ator Alex Kruz deram uma demonstração ao vivo do estilo espanhol de esgrima conhecido como La Verdadera Destreza. Os dois duelados vivem como Zorro e o Comandante para o deleite da multidão.
Uma caverna que foi usada como local de filmagem em várias produções Zorro é agora conhecida como "Caverna do Zorro" e permanece no local, agora escondida atrás de um condomínio, em uma terra que já foi o Iverson Movie Ranch em Chatsworth, Califórnia. o local de filmagem ao ar livre mais amplamente filmado na história de Hollywood.

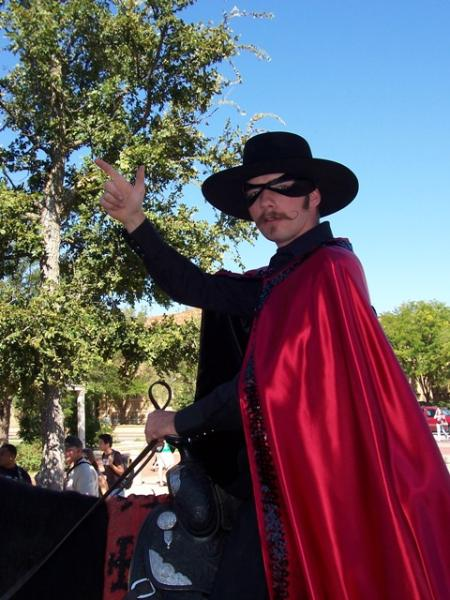
The Masked Rider, mascote da Universidade de Tecnologia do Texas é parecido com o Zorro
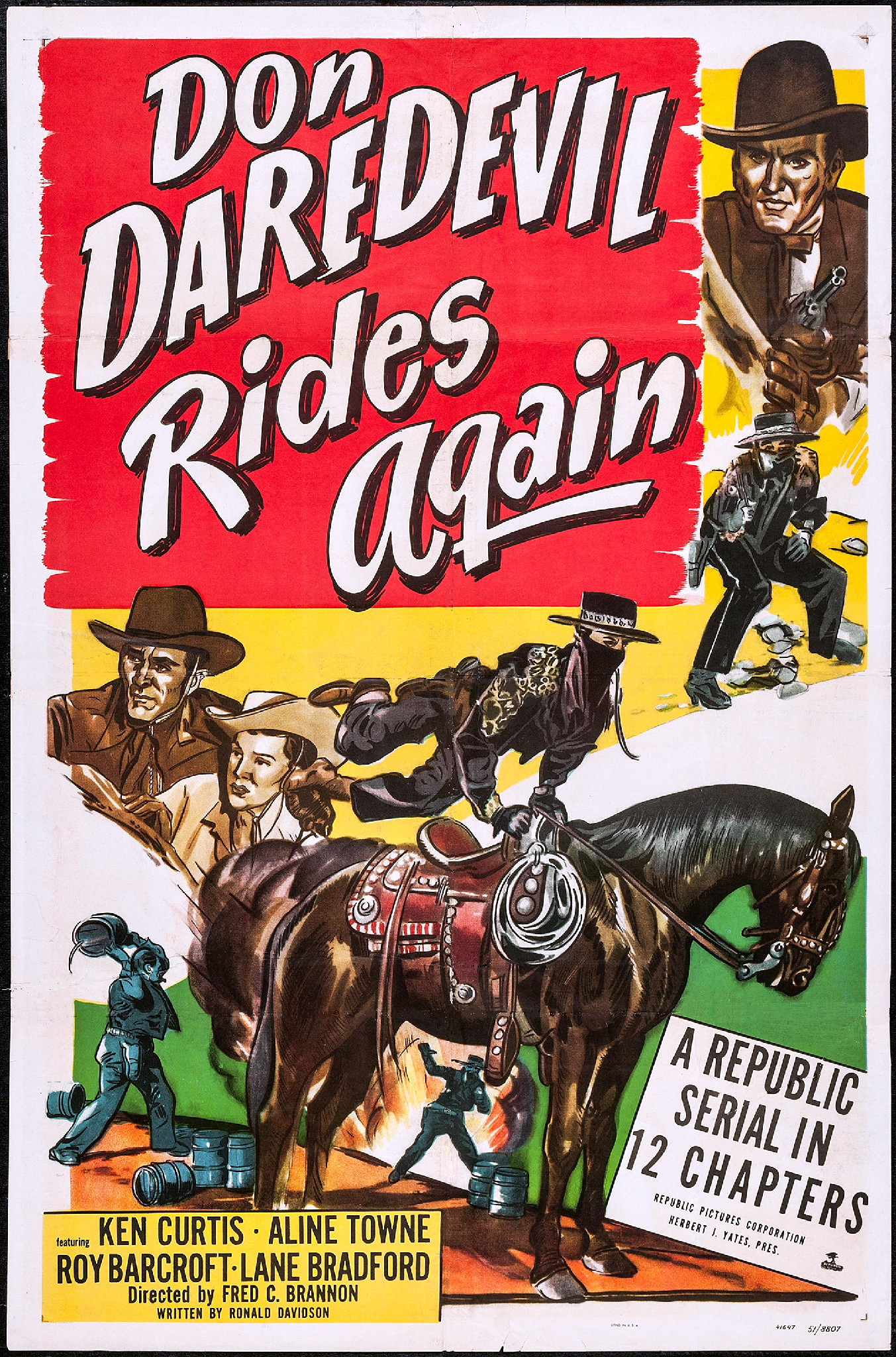
Pôster de Don Daredevil Rides Again (1951).
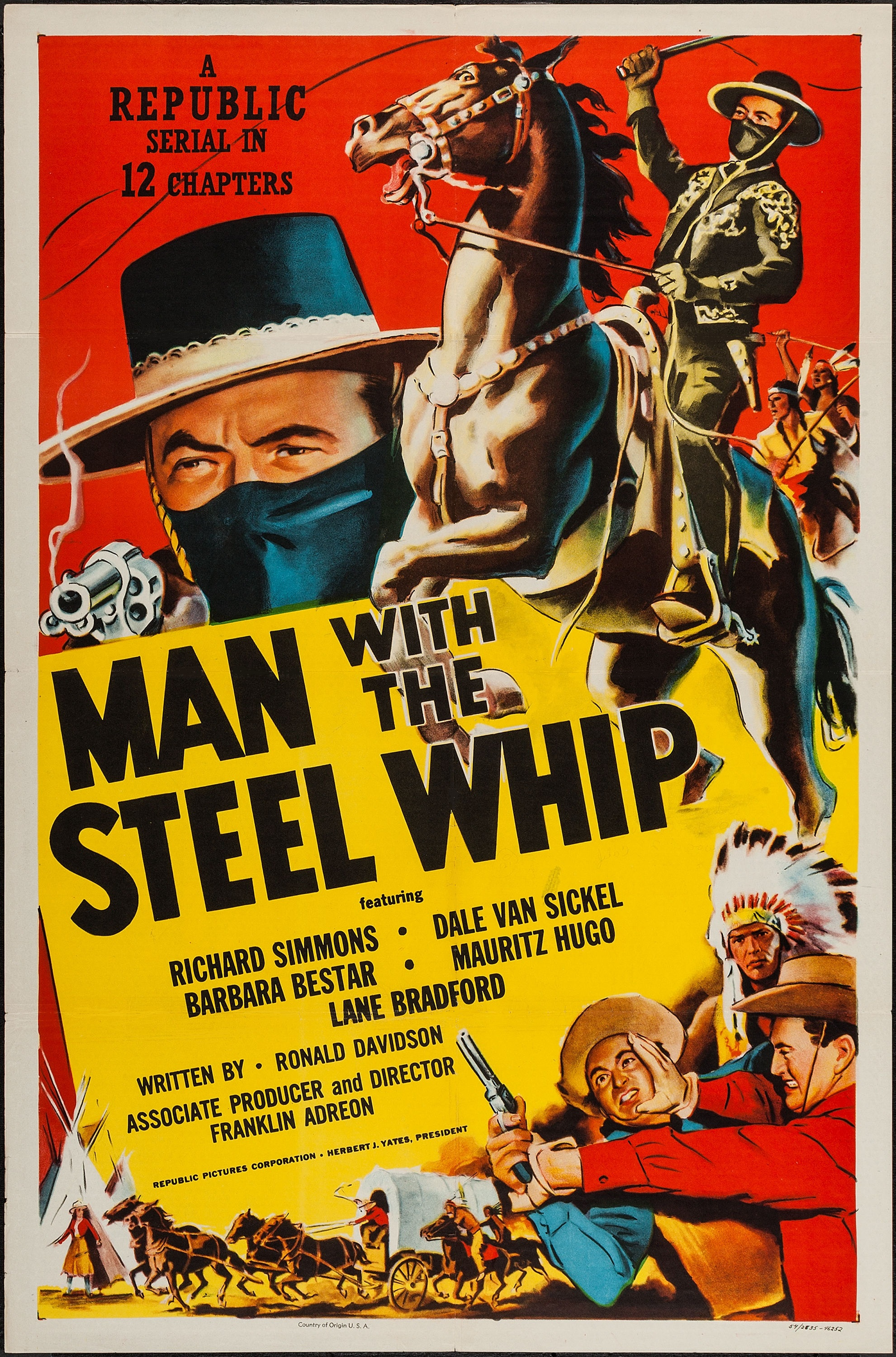
Pôster de Man with the Steel Whip (1954).